# 貝爾帕克鎮區 (明尼蘇達州諾曼縣)
貝爾帕克鎮區（英語：Bear Park Township）是位於美國明尼蘇達州諾曼縣的一個行政鎮區，於1881年成立。

## 地方資料
貝爾帕克鎮區的面積為93.92平方千米，當中陸地面積為93.50平方千米，而水域面積為0.42平方千米。根據2020年美國人口普查的數據，當地共有人口172人，而人口密度為每平方千米1.83人。